# Großthiemig
Großthiemig  est une commune de Brandebourg (Allemagne), située dans l'arrondissement d'Elbe-Elster.

## Personnalités liées à la ville
- Wilhelm Braune (1850-1926), philologue né à Großthiemig.